# 1923 en football
Cet article présente les faits marquants de l'année 1923 en football.

## Février
- 25 février : à Bruxelles, l'équipe de Belgique s'impose 4-1 face à l'équipe de France de football.

## Mars
- 11 mars : Celtic remporte la Coupe d’Écosse face à Hibernian FC, 1-0.

## Avril
- 2 avril : à Amsterdam, l'équipe des Pays-Bas s'impose 8-1 face à l'équipe de France de football.
- Les Rangers sont champions d'Écosse.
- Liverpool FC champion d’Angleterre.
- 22 avril : au Stade Pershing de Paris, l'équipe de France de football perd contre l'équipe de Suisse de football 2-5.
- 28 avril : Bolton Wanderers remporte la Coupe d'Angleterre face à West Ham United, 2-0. Ce match marque l'inauguration du Wembley Stadium. À cette occasion, le stade est pris d'assaut par des milliers de personnes sans billet occasionnant des troubles car la foule envahit le terrain… Le match se tient toutefois après une intervention d'un policier à cheval. La presse anglaise sacre d'ailleurs Billy, le cheval blanc de 13 ans monté par le policier George Scorey, comme héros de cette finale. Cette finale reste dans les mémoires anglaises comme la finale du cheval blanc (White horse final).

## Mai
- 6 mai : le Red Star remporte la Coupe de France face au FC Cette, 4-2.
- 10 mai : au Stade Pershing de Paris, l'équipe d'Angleterre s'impose 4-1 face à l'équipe de France de football.
- 13 mai : Athletic Bilbao remporte la Coupe d'Espagne face à l'Europa Barcelone, 1-0.
- la Royale Union Saint-Gilloise est championne de Belgique.

## Juin
- 10 juin : Hambourg SV est champion d'Allemagne.

## Juillet
- 22 juillet : Genoa est champion d'Italie.

## Août
- 12 août : CR Vasco de Gama est champion de l'État de Rio de Janeiro (Brésil).

## Septembre
- 30 septembre : SC Corinthians est champion de l'État de Sao Paulo (Brésil).

## Octobre
- 28 octobre : au Parc des Princes de Paris, l'équipe de Norvège s'impose 2-0 face à l'équipe de France de football.

## Décembre
- 2 décembre : l'Uruguay remporte la septième édition de la Copa América.

## Naissances
Plus d'informations : Liste d'acteurs du football nés en 1923.
- 6 février : Gyula Lóránt, footballeur hongrois.
- 1er juin : Jean Grumellon, footballeur français.
- 7 juin : Jean Baratte, footballeur français.
- 1er octobre : Fernand Sastre, dirigeant français.
- 13 octobre : Faas Wilkes, footballeur néerlandais.
- 5 octobre : Albert Gudmundsson, footballeur islandais.
- 22 octobre : Bert Trautmann, footballeur allemand.
- 24 novembre : Zlatko Čajkovski, footballeur puis entraîneur yougoslave.
- 1er décembre : Ferenc Szusza, footballeur hongrois.
- 3 décembre : Stjepan Bobek, footballeur yougoslave.

## Décès
- 26 avril : William Anderson, joueur franco-britannique.